# Джан Гастоне Медічі
Джан Ґасто́не Ме́дічі (італ. Gian Gastone de' Medici, 24 травня 1671 — 9 липня 1737) — великий герцог Тосканський. Правив після свого батька Козімо III. Останній представник династії Медічі на троні Тоскани.

## Життєпис

### Молоді роки
З дитинства потерпав через брак уваги до себе, оскільки його мати Маргарита-Луїза Бурбон залишила Тоскану, коли йому було лише 4 роки. Мав схильність до депресії. 1693 року Джан Ґастон одружився з Анною-Марією, донькою Юлія, герцога Саксен-Лауенбурзького. Вона мала великі маєтки у Богемії. Тут Джан Ґастоне прожив до 1698 року, коли стосунки з дружиною зіпсувалися остаточно. Дітей вони не мали. Він подорожував до Парижу, потім повернувся до Праги. Але час від часу Джан Ґастоне повертався до дружини, усвідомлюючи необхідність мати спадкоємця Тосканського трону. 1705 року Джан Ґастоне остаточно повертається до Флоренції. Тут він вів богемне життя, поступово стає алкоголіком. Нарешті 1723-го після смерті Козімо III стає великим герцогом Тосканським.

### Правління
Управління Джан Ґастоне було ліберальним та просвітницьким. Це тим дивніше, що новий володар мало цікавився питаннями управління, проте добре підбирав міністрів. Тягар церкви було пом'якшено. Жорстокі закони Козімо III були скасовані. Пізанський університет став центром науки та розповсюдження вільних думок. Джан Ґастоне економив на великих релігійних проєктах, знизив податковий тягар. При цьому Джан Ґастоне вів ганебний спосіб життя: багато їв, пив, займався розпустою.
Водночас все частіше виникало питання Тосканського спадку. 1731 року Великі держави вирішили, що Тоскана повинна дістатися дону Карлосу, герцогу Парми, сину короля Іспанії Філіпа V. Ситуація змінилася після Війни за польський спадок. 1735 року Карл став королем Неаполя та Сицилії, а новим спадкоємцем великого герцогства Тосканського обрано Франца Лотаринзького, чоловіка Марії Терезії Габсбург. Австрійські війська окупували Флоренцію й змусили Джан Ґастоне погодитися з цим вибором. Разом з тим Джан Ґастоне досяг прийняття його умови стосовно не включення території герцогства до складу Австрії.

## Особисте життя

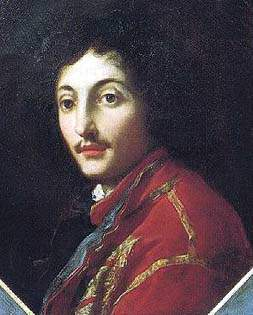
Джуліано Дамі, бл. 1708

Під час першої половини свого правління, Джан Гастоне делегував більшість функцій управління державою губернаторці та своїй улюбленій родичці Віоланті Беатрисі. Більшу частину свого часу він проводив в ліжку, у тому числі й через серйозне розтягнення щиколотки, яке він отримав у липні 1729 року. У ліжку Джан Гастоне розважали «руспанті» (італ. Ruspanti), група бідних, вродливих юнаків, зібраних Дамі, які здійснювали статеві акти для та з великим герцогом. Серед «руспанті» також були лицарі, громадяни та іноземці. Ненавидячи аристократію, Джан Гастоне називав найпомітніших «руспанті» іменами видатних тосканських дворян. За словами сучасника, лідер «руспанті», Джуліано Дамі, був «деспотом двору Джан Гастоне та абсолютним володарем його бажань»; він використовував свій вплив на великого герцога, пропонуючи кожному, хто був готовий підкупити його, аудієнцію у їхнього монарха. Дамі та «руспанті» майже повністю захопили час великого герцога, а їхня всюдисущість протягом його останніх років довго бентежила істориків.